# Koortskapel (Grembergen)

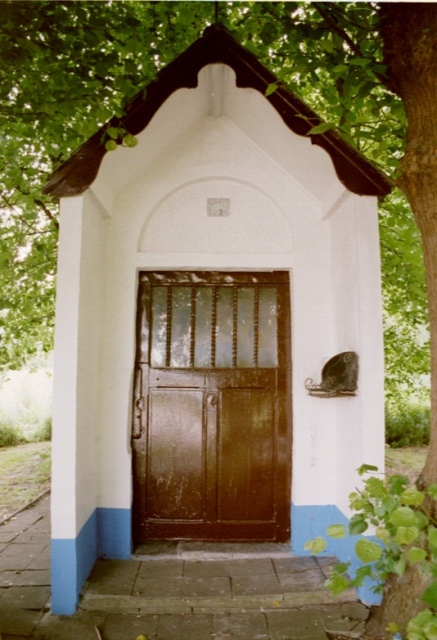
Koortskapel

De Koortskapel is een kapel in de tot de Oost-Vlaamse gemeente Dendermonde behorende plaats Grembergen, gelegen aan de Oud Kerkhofstraat.
Hoewel het aangebrachte jaartal doet vermoeden dat de kapel in 1624 zou zijn gebouwd, zou de kapel pas opgericht kunnen zijn na de sloop van de oude kerk in 1706-1710, omdat de kapel vrijwel op de plaats van de oude kerk is gesitueerd. De kapel werd in de eerste helft van de 20e eeuw vergroot met een portiek aan de voorzijde. De kapel is gewijd aan Onze-Lieve-Vrouw.
De eenvoudige kapel, op rechthoekige plattegrond, wordt omgeven door linden.
De kapel komt aan zijn naam doordat de gelovigen een rood lintje met negen knopen, dat was aangeraakt door de zieke, aan de spijlen van de deur en, na een gift in het offerblok te hebben gedaan, zou hierdoor de zieke van de koorts worden genezen.